# Споднє Блато
Споднє Блато (словен. Spodnje Blato) — поселення в общині Гросуплє, Осреднєсловенський регіон, Словенія. Висота над рівнем моря: 338,5 м.